# Prefettura di Fukuoka
Fukuoka (福岡県 Fukuoka-ken?) è una prefettura giapponese di circa 5,1 milioni di abitanti, con capoluogo a Fukuoka. Si trova nella regione di Kyūshū, sull'isola di Kyūshū.

## Geografia fisica
La prefettura di Fukuoka include le vecchie province di Chikugo, Chikuzen, e Buzen.
È situata nella parte settentrionale dell'isola di Kyūshū e confina ad ovest con la prefettura di Saga, ad est con la prefettura di Ōita e a sud con la prefettura di Kumamoto.
Si affaccia a sud, per un breve tratto sul Mare di Ariake, a nord-est sul Mare interno e a nord ovest sullo stretto di Tsushima.
La prefettura comprende anche numerose piccole isole vicine alla costa nord di Kyushu.

### Città
La prefettura di Fukuoka comprende 27 città:
| - Asakura - Buzen - Chikugo - Chikushino - Dazaifu - Fukuoka (capoluogo) - Fukutsu - Iizuka - Itoshima - Kama | - Kasuga - Kitakyūshū - Koga - Kurume - Munakata - Miyawaka - Nakagawa - Nakama - Nōgata - Ogōri - Ōkawa | - Ōmuta - Ōnojō - Tagawa - Ukiha - Yame - Yanagawa - Yukuhashi |

### Paesi e villaggi
| - Distretto di Asakura - Chikuzen - Tōhō - Distretto di Chikujō - Chikujō - Kōge - Yoshitomi - Distretto di Kaho - Keisen - Distretto di Kasuya - Hisayama - Kasuya - Sasaguri - Shime - Shingū - Sue - Umi | - Distretto di Kurate - Kotake - Kurate - Distretto di Mii - Tachiarai - Distretto di Miyako - Kanda - Miyako - Distretto di Mizuma - Ōki | - Distretto di Onga - Ashiya - Mizumaki - Okagaki - Onga - Distretto di Tagawa - Aka - Fukuchi - Itoda - Kawara - Kawasaki - Ōtō - Soeda - Distretto di Yame - Hirokawa |